# Ketama (comuna)
Ketama (en árabe: كتامة‎, en lenguas bereberes: ⴽⵜⴰⵎⴰ, en francés: Ketama), antiguamente Tetla Ketama, es una comuna rural marroquí, ubicada en la provincia de Alhucemas, en la región de Tánger-Tetuán-Alhucemas.

## Geografía
Ketama, con una altitud media de 1115  m, se encuentra en el norte de Marruecos, en el Rif central. Sus coordenadas son 34°54′57″N 4°34′07″O / 34.91583, -4.56861, su código geográfico 01.051.09.15 y su código postal 32323.
El mes más seco es julio, con 6 mm de precipitaciones, mientras que noviembre, con 73 mm, es el mes más lluvioso. En cuanto a temperaturas, de nuevo julio es el mes más caluroso (22,6.º de media), mientras que enero es el más frío (5.4.º de media).

## Toponimia
La comuna de Tetla-Ketama tomó el nombre de Ketama (en árabe, كتامة) en 1963.
A menudo el nombre Ketama se usa para la región circundante, y también para designar, erróneamente, a la villa de Issaguen. Issaguen es una comuna aledaña cuyo centro urbano (ville) también es llamado oficialmente Issaguen; de ahí una posible confusión. Algunos reportes periodísticos incluso defienden que Issaguen es el nuevo nombre de Ketama.

## Historia
El territorio de Ketama formó parte de Marruecos bajo el protectorado español de 1912 a 1956, mientras que el municipio fue creado bajo el nombre de Tetla-Ketama en 1959.

## Economía
En el centro de una región agrícola y montañosa, Ketama está muy afectada por el cultivo ilegal de cannabis y la producción de una de las variedades de hachís más famosas del planeta. El hachís Ketama está considerado como uno de los más puros del planeta gracias a su fabricación artesanal de calidad. A pesar de esta gran economía sumergida, la ciudad sigue siendo bastante pobre.

## Política y administración
Desde 2015, tras la reorganización de Marruecos de 16 a 12 regiones administrativas, Ketama, que dependía de Taza-Alhucemas-Taunat, ha pasado a ser parte de Tánger-Tetuán-Alhucemas. Además, este municipio se enmarca dentro del perímetro de las Provincias del Norte.
Tras las elecciones comunales de 2015, el presidente del consejo comunal de Ketama es Mohamed Chefani, afiliado al PAM.

## Demografía
De 1994 a 2004, la población de Ketama aumentó de 13 444 a 15 924 habitantes. En 2014, fueron 17 351 habitantes.